# Teocuitatlán de Corona
Teocuitatlán de Corona är en ort i Mexiko.   Den ligger i kommunen Teocuitatlán de Corona och delstaten Jalisco, i den centrala delen av landet, 400 km väster om huvudstaden Mexico City. Teocuitatlán de Corona ligger 1 380 meter över havet och antalet invånare är 4 304.
Terrängen runt Teocuitatlán de Corona är varierad. Runt Teocuitatlán de Corona är det ganska glesbefolkat, med 31 invånare per kvadratkilometer. Närmaste större samhälle är Atoyac, 17,1 km sydväst om Teocuitatlán de Corona. I omgivningarna runt Teocuitatlán de Corona växer huvudsakligen savannskog.